# Васильєва Віра Кузьмівна
Віра Кузьмівна Васильєва (30 вересня 1925, Москва — 9 серпня 2023, там само) — радянська і російська актриса театру і кіно. Народна артистка СРСР (1986). Лауреатка двох Сталінських премій (1948, 1951).

## Біографія
Віра Васильєва народилася 30 вересня 1925 року в Москві (за іншими джерелами — в Сухом Ручье Тверській губернії). В дитинстві багато часу проводила на батьківщині свого батька, в селі Сухий Струмок Тверської (на той час — Калінінської області.
У 1948 році закінчила Московське міське театральне училище при Театрі Революції (курс Володимира Готовцева).
Ще будучи студенткою, в 1945 році Віра Васильєва дебютувала в кіно, в епізодичній ролі в картині «Близнюки». Першу велику роль зіграла в 1947 році — Настю Гусенкову у фільмі «Сказання про землю Сибірської» Івана Пир'єва. За цю роль була нагороджена Сталінською премією. Після цього фільму була помічена глядачами.
Фільмографія актриси налічує понад 40 картин. Серед інших фільмів з її участю можна відзначити «Весілля з приданим» (1953), комедію «Зірка екрану» (1974), драму «Неповнолітні» (1976), музичну комедію «Карнавал» (1981), мелодраму «Вийти заміж за капітана» (1985), комедійну стрічку «Пригоди зубного лікаря» (1965).
З 27 березня 1948 року — актриса Московського академічного театру сатири. Зіграла понад 60 ролей. У театрі однією з найкращих зіграних нею ролей була графиня Альмавіва у виставі В. Плучека «Божевільний день, або Одруження Фігаро» Бомарше (1968).
Грала в інших театрах.
У 1999 році разом з іншими відомими артистами взяла участь у проекті Віктора Мережко і композитора Євгенія Бедненка «Співають зірки театру і кіно», де виступила як виконавиця романсів. Підсумком проекту стали концерти і музичний диск, випущений в США і продубльований «Радіо МПС».
Авторка двох книг мемуарів — «Продовження душі» (видавництво: Союз театральних діячів РРФСР, 224 стор., 1989 р.) і «Попелюшка з Чистих ставків» (видавництво: АСТ, 426 стор., 2017 р.).
Померла 9 серпня 2023 року на 98-му році життя. Церемонія прощання відбулася 12 серпня у столичному театрі сатири, де артистка служила 75 років та зіграла понад 40 ролей.

### Громадська діяльність
Протягом 20 років Віра Васильєвабула секретарем Спілки театральних діячів РФ (СТД), головою соціально-побутової комісії СТД, займалася наданням допомоги колегам, які потрапили у важку життєву ситуацію.
Академік Національної академії кінематографічних мистецтв і наук Росії.
Виступала на захист бездомних тварин. У 2013 році Віра Васильєва підписала відкритий лист з критикою закону про «іноземних агентів», які ускладнюють роботу некомерційних організацій.
Член КПРС з 1979 року.

### Родина
- Батько — Кузьма Васильович Васильєв.
- Мати — Олександра Андріївна Васильєва.
- Брат — Василь Кузьмич Васильєв.
- Сестри — Антоніна Кузьмівна, Валентина Кузьмівна.
- Чоловік — Володимир Петрович Ушаков (1920—2011), актор театру і кіно, Заслужений артист Російської Федерації (2000). Перебували у шлюбі з 1956 року. Дітей не було.

## Звання та нагороди
- Заслужена артистка Російської РФСР (1954)[22]
- Народна артистка РРФСР (1970)[23]
- Народна артистка СРСР (1986) — «За великі заслуги в розвитку радянського театрального мистецтва»[24]
- Сталінська премія першого ступеня (1948) — за виконання ролі Насті Гусенкової у фільмі «Сказання про землю Сибірської»
- Сталінська премія третього ступеня (1951) — за виконання ролі Ольги Степанової у виставі «Весілля з приданим» Н. М. Дьяконова
- Орден «За заслуги перед Вітчизною» IV ступеня (2000)
- Орден «За заслуги перед Вітчизною» III ступеня (2010) — за великий внесок у розвиток вітчизняного театрального мистецтва і багаторічну творчу діяльність[25]
- Орден Пошани (1995) — за заслуги перед державою і успіхи, досягнуті в працю, великий внесок у зміцнення дружби і співробітництва між народами[26]
- Орден Дружби (2015) — за великі заслуги в розвитку вітчизняної культури і мистецтва, багаторічну плідну діяльність[27]
- Орден Трудового Червоного Прапора
- Премія «Кришталева Турандот» (1996) — за довголітнє і доблесне служіння театру[28].
- Премія імені А. А. Яблочкиной (1996)
- Премія «Кумир» (2003, у номінації «За високе служіння мистецтву»)
- Національна театральна премія «Золота маска» в номінації «За честь і гідність» (2010)[29].
- Російська національна акторська премія імені Андрія Миронова «Фігаро» (2014) — «за служіння російській репертуарному театру»
- Актрисі встановлена зірка на Зіркової алеї кіноакторів в Анапі[30].

## Творчість

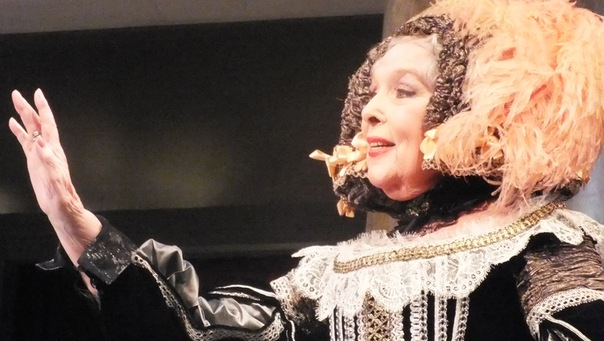
У виставі «Орніфль»

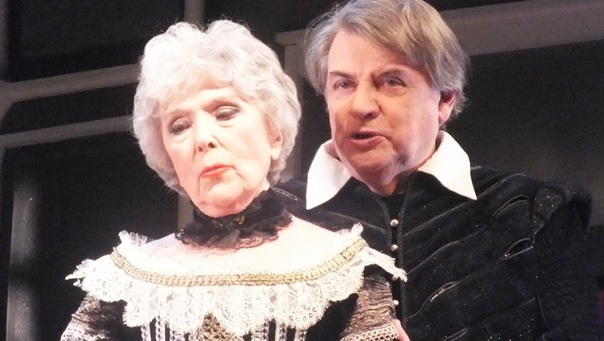
Вистава «Орніфль». З Олександром Ширвіндтом

### Ролі в театрі
- 1947 — «Сказання про землю сибірської» постановка Івана Пирьєва — Настенька Гусенкова
- 1948 — «Лев Гурич Синичкін» Олексія Бонді, Дмитра Ленського, постановка Емануїла Краснянського —  Ліза Синичкіна
- 1948 — «Вас викликає Таймир» Олександра Галича, Костянтина Ісаєва, постановка Андрія Гончарова —  Дуня .
- 1949 — «Положення зобов'язує» Георгія Мунбліта, постановка А. О. Гончарова —  Віра
- 1949 — «День відпочинку» Валентина Катаєва, постановка Є. Б. Краснянського —  Шура  (введення)
- 1950 — «Весілля з приданим» Миколи Дьяконова, постановка Бориса Равенських —  Ольга Степанова
- 1951 — «Наречені» А. Токарєва, Василя Шкваркіна, постановка А. О. Гончарова —  Сафі
- 1951 — «Одруження Белугіна» Олександр Островського, Миколи Соловйова, постановка А. О. Гончарова —  Таня Сиромятова  (введення)
- 1952 — «Пролита чаша» Ван Ши Фу (драматична композиція Андрія Глоби), постановники Миколи Петров, Валентина Плучек —  Ін-ін
- 1952 — «Особисте життя» Костянтина Фінна, постановка Юрія Єгорова —  Катерина Федорівна Круглова
- 1952 — «Подруги» Олексія Сімука, постановка Б. І. Равенських —  Маша Ракітіна
- 1953 — «Де ця вулиця, де цей будинок?» Володимира Диховичного, Моріса Слободського, постановка Є. Б. Краснянського —  Галочка
- 1954 — «Суддя в пастці» Генрі Філдінга, постановка Сергія Колосова —  Іларетта
- 1955 — «Остання сенсація» Михайла Себастьяна, постановка Є. Б. Краснянського —  Магда
- 1955 — «Чужий дитина» В. В. Шкваркіна, постановка Олега Солюс —  Маша
- 1955 — «Поцілунок феї» Зиновія Гердта, Михайла Львівського, постановка Є. Б. Краснянського —  Зіна
- 1956 — «Професія місіс Воррен» Бернард Шоу, постановка Надії Слонової —  Віві
- 1956 — «Справа була в Конську» В. П. Катаєва, постановка Є. Б. Краснянського —  Шура
- 1958 — «Тінь» Євгена Шварца, постановка Ераста Гаріна, Хесі Локшиної —  Аннунціата
- 1959 — «Дамоклів меч» Назима Хікмета, постановка В. Н. Плучека —  Дочка бензинщики
- 1959 — «Чарівні кільця Альманзора» Тамара Габбе, постановка О. П. Солюс —  Королева
- 1960 — «12 стільців» за Іллею Ільфом, Євгеном Петровим, постановка Є. П. Гаріна —  Еллочка Щукіна
- 1960 — «Сліпе щастя» Андрія Кузнецова, Г. Г. Штайна, постановка О. П. Солюс —  Ліка
- 1961 — «Четвертий хребець» Мартті Ларні, постановка Давида Тункеля —  Джоан
- 1961 — «Яблуко розбрату» М. А. Бірюкова, постановка В. Н. Плучека —  Ганна Миколаївна
- 1962 — «24 години на добу» О. Н. Стукалова, постановка Андрія Крюкова —  Віра Горова
- 1964 — «Брехня для вузького кола» Опанаса Салинського, постановка Георгія Менглета —  Клавдія Бояринова
- 1964 — «Жіночий монастир» В. А. Диховичного, М. Р. Слобідського, постановка В. Н. Плучека —  Віра Едуардівна
- 1964 — «Білий телефон» М. Гиндина, Генріха Рябкина, постановка Володимира Раутбарта —  Надія Кленова
- 1967 — «Інтервенція» Лева Славіна, постановка В. Н. Плучека —  Жанна Барб'є
- 1967 — «Прибуткове місце» Олександра Островського, постановка Марка Захарова —  Анна Павлівна Вишневський
- 1967 — «Баня» Володимир Маяковського, постановка В. Н. Плучека —  Поля
- 1968 — «Останній парад» Олександра Штейна, постановка В. Н. Плучека —  Даша
- 1969 — «Божевільний день, або Одруження Фігаро» Бомарше, постановка В. Н. Плучека —  Графиня Розіна Альмавіва
- 1970 — «У часу в полоні» А. П. Штейна, постановка В. Н. Плучека —  Соня
- 1970 — «Прокинься і співай» Міклоша Дярфаша, постановка М. А. Захарова, Олександра Ширвіндта —  Тітка Тоні
- 1971 — «Звичайне диво» Е. Л. Шварца, постановка В. Н. Плучека, Маргарити Мікаелян —  Придворна дама
- 1972 — «Ревізор» Миколи Гоголя, постановка В. Н. Плучека —  Ганна Андріївна
- 1973 — «Таблетку під язик» Андрія Макайонка, постановка В. Н. Плучека — Лідія Семенівна
- 1974 — «Ляпас» Сергія Михалкова, постановка В. Н. Плучека, Леоніда Ейдлін —  Ольга Іллівна Щеглова
- 1974 — «Клоп» Володимира Маяковського, постановка В. Н. Плучека —  Диктор
- 1976 — «Клеменс» К. К. Сая, постановка М. І. Мікаелян —  Баба-одноочка
- 1979 — «Її превосходительство» Самуїла Альошина, постановка О. О. Ширвіндта —  Посол Об'єднаної Держави
- 1980 — «Тригрошова опера» Бертольта Брехта, постановка В. Н. Плучека —  Селія Пічем
- 1982 — «Концерт для театру з оркестром» Григорія Горіна, Олександра Ширвіндта, постановка Олександра Ширвіндта —  Ведуча
- 1983 — «Вісімнадцятий верблюд» С. І. Альошина, постановка Євгена Каменьковіча —  Агнеса Павлівна
- 1985 — «Мовчи, сум, мовчи …» Олександра Ширвіндта, постановка Олександра Ширвіндта — ?
- 1987 — «Тіні» Михайла Салтикова-Щедріна, постановка Андрія Миронова —  Ольга Дмитрівна Меліпольска
- 1987 — «Останні» Максима Горького, постановка Анатолій Папанова —  Пані Соколова
- 1988 — «Воітєльніца» за Миколою Лєсковим, постановка Бориса Львова-Анохіна, В. Є. Федоров —  Домна Платонівна
- 1992 — «Молодість Людовика XIV» Александра Дюма, постановка Є. Б. Каменьковіча —  Анна Австрійська
- 1996 — «Священні чудовиська» Жана Кокто, постановка Олександра Вількіна —  Естер
- 2001 — «Андрюша» Олександра Ширвіндта, постановка Олександра Ширвіндта — ?
- 2001 — «Орніфль» Жана Ануя, постановка Сергія Арцибашева —  Грифон
- 2002 — «Таланти і шанувальники» Олександра Островського, постановка Бориса Морозова —  Домна Пантеліївна
- 2003 — «Нам все ще смішно» Олександра Ширвіндта, Олексія Колгана і С. Колпакова, постановка Олександра Ширвіндта, Олександра Колгана — ?
- 2009 — «Мольєр (Кабала святош)» Михайла Булгакова, постановка Юрія Єрьоміна —  Мадлена
- 2009 — «Тріумф на Тріумфальній» Олександра Ширвіндта, С. Плотова, С. Коковкіна, А. Семенова, постановка Ю. Васильєва —  костюмерка
- 2012 — «Реквієм по Радамесу» А. Ніколаї, постановка Романа Віктюка —  Камелія
- 2014 — «Сумно, але смішно» С. Плотова, В. Жука, Олександра Ширвіндта (1 жовтня 2014 року — прем'єра). Постановка: Олександр Ширвіндт, Юрій Васильєв
- 2015 — «Фатальний потяг» нуар Андрія Житінкіна, постановка Андрія Житінкіна —  Ірма Гарленд [31]
- 2018 — «Віра» С. Коковкіна за мотивами спогадів актриси В. К. Васильєвої (22 червня 2018 — прем'єра). Постановка: С. Б. Коковкін — Віра[32]

### Ролі в інших театрах

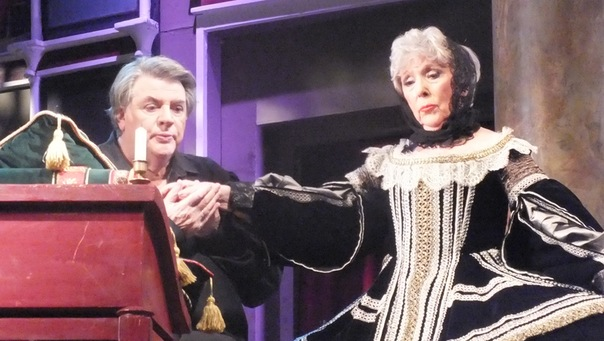
Вистава «Орнифль». З Олександром Ширвіндтом

- Брянський обласний театр драми імені О. К. Толстого
  - 1953 — «Дженні Герхардт» за Теодором Драйзером — Дженні Герхардт
- Тверський обласний академічний театр драми
  - 1984 — «Вишневий сад» Антона Чехова — Раневська
- Орловський драматичний театр імені В. С. Тургенєва
  - 1990 — «Без вини винуваті» Олеександра Островського — Кручиніна
- Московський Новий драматичний театр
  - 1996 — «Асамблея» Петра Гнєдича, режисер А. Сергєєв — Пехтерева
  - 1997 — «Примха» Олександра Островського — Саритова
- Театр ляльок імені С. В. Образцова (Москва)
  - 2006 — «Дивна місіс Севідж» Джона Патріка, режисер Андрій Денників — Місіс Севідж
- Театр «Модернъ»(Москва)
  - 2008 — «Одного разу в Парижі» В. В. Асланової, режисер Юрій Васильєв — Елізабет
- Малий театр(Москва)
  - 2012 — «Пікова дама» за Олександром Пушкіним, режисер А. А. Житинкін — графиня Ганна Федотівна

### Ролі в кіно
- 1945 — Близнюки —  монтер
- 1947 — Сказання про землю Сибірську —  Анастасія Петрівна Гусенкова
- 1951 — Великий концерт —  колгоспниця Ліза
- 1953 — Чук і Гек (короткометражний) —  Мама
- 1953 — Весілля з приданим —  Ольга Степанівна Степанова, найкращий бригадир колгоспу «Іскра»
- 1957 — Вони зустрілися на шляху —  Ганна Іванівна Личкова, сусідка Макара
- 1960 — Люди моєї долини —  Парася
- 1965 — На завтрашній вулиці —  Большакова
- 1965 — Погоня —  Шура, дружина Анатолія
- 1965 — Пригоди зубного лікаря —  Ласточкіна
- 1965 — Приїжджайте на Байкал —  Клавдія Якимівна Гальцова
- 1972 — За все у відповіді —  Лідія Степанівна Бєлова
- 1972 — 1975 — Слідство ведуть ЗнаТоКі. Нещасний випадок —  Маргарита Миколаївна Знаменська, мати Знам'янського
- 1973 — Слідство ведуть ЗнаТоКи. Втеча —  Маргарита Миколаївна Знаменська, мати Знаменського
- 1974 — Жереб —  Ліда
- 1974 — Зірка екрану —  Ольга Сергіївна / партизанка Таня
- 1975 — Весна двадцять дев'ятого —  Софія
- 1975 — Слідство ведуть ЗнаТоКі. Удар у відповідь —  Маргарита Миколаївна Знаменська, мати Знаменського
- 1975 — Це ми не проходили —  Наталя Іванівна
- 1976 — Легенда про Тіля —  Каллекен
- 1976 — Неповнолітні —  Поліна Борисівна, вчителька, мати Жені
- 1976 — Розвага для старичків —  Галина Сергіївна
- 1977 — Подарунок долі —  Любов Сергіївна
- 1981 — Карнавал —  мама Микити
- 1982 — Ми жили по сусідству —  Анна Ігорівна
- 1982] — Одружений холостяк —  Марія Семенівна, дружина Гурама Отарович, мати Тамари, бабуся Кості, кандидат медичних наук
- 1983 — Як я був вундеркіндом —  бабуся
- 1984 — Наказано взяти живим —  Кузьмівна
- 1985 — Вийти заміж за капітана —  Віра Семенівна Журавльова, мати фотокореспондентки Олени
- 1986 — Шкідлива неділя —  Берта
- 1992 — Розшукується небезпечний злочинець —  мати Михайла Черних
- 1996 — Ліза і Еліза
- 1997 — Вино з кульбаб —  Естер
- 1999 — Чарівні негідники
- 2000 — Салон краси —  Марія Петрівна
- 2001 — Часи не вибирають —  Ольга Львівна
- 2002 — Слідство ведуть ЗнаТоКи. Третейський суддя —  мати Знаменського
- 2002 — Слідство ведуть ЗнаТоКи. Пуд золота —  мати Знаменського
- 2002 — Маска і душа
- 2006 — Все змішалося в домі … —  Наталя Михайлівна Лозинська
- 2007 — Сваха —  Галина Михайлівна
- 2012 — Вірю —  Анна Федорівна
- 2012 — Поки цвіте папороть —  Надія Ігорівна, бабуся Ігоря Князєва
- 2014 — Селюк —  Софія Олександрівна, бабуся Ліди
- 2016 — Свято неслухняності —  бабуся Лари

### Телеспектаклі
- 1953 — Весілля з приданим (фільм-спектакль) —  Ольга
- 1971 — Жіночий монастир (фільм-спектакль) —  Тамара
- 1971 — Офіцер флоту (фільм-спектакль) —  Тамара
- 1973 — Божевільний день, або Одруження Фігаро —  графиня Розіна Альмавіва
- 1973 — Мегре і людина на лавці —  мадам Машер
- 1974 — Бенефіс Віри Васильєвої (фільм-спектакль) —  головна роль
- 1974 — Бенефіс Сергія Мартінсона (фільм-спектакль) —  виконує пісню «Три серця», «Мадам, вже падає листя»
- 1974 — Ось такі історії (фільм-спектакль) —  Анюта Тимофіївна
- 1975 — Бенефіс Лариси Голубкіної (фільм-спектакль) —  камео
- 1976 — Як важливо бути серйозним (фільм-спектакль) —  міс Призм, гувернантка
- 1976 — Ляпас (фільм-спектакль) —  Ольга Іллівна Щеглова
- 1978 — Місяць довгих днів (фільм-спектакль) —  Віра Василівна
- 1978 — Таблетку під язик (фільм-спектакль) —  Лідія Семенівна
- 1980 — У часу в полоні (фільм-спектакль) —  Соня
- 1982 — Ревізор —  Анна Андріївна
- 1982 — Солдат і змія (фільм-спектакль) —  королева
- 2000 — Священні чудовиська (фільм-спектакль) —  Естер
- 2001 — Андрюша (фільм-спектакль)
- 2004 — Зимородок (фільм-спектакль) —  леді Евеліна
- 2004 — Орніфль (фільм-спектакль) —  графиня '
- 2012 — Реквієм по Радамесу (фільм-спектакль) —  Камелія
- 2014 — Пікова дама (фільм-спектакль) —  Анна Федотівна

### Озвучування мультфільмів
- 1958 — Перша скрипка
- 1962 — Залізна маска (художній фільм) —  мадам де Шом (роль Ж. Паскаль)
- 1965 — Світлячок № 6
- 1970 — Умка шукає друга —  Ведмедиця
- 1974 — Чарівник Смарагдового міста —  мама Еллі / добра чарівниця Вілліна
- 1976 — Слухається справа про ... Не дуже комічна опера
- 1977 — Два клена —  Василіса-працівниця
- 1978 — Поштарська казка
- 1981 — Пригоди Васі Куролесова —  мама Васі
- 2015 — Незвичайна подорож Серафими —  тітка Ліза

### Участь у фільмах
- 1977 — Чи любите ви театр? (Документальний) —  сцена з вистави «Одруження Фігаро» за Бомарше
- 1978 — Іван Пир'єв (документальний)
- 1989 — Голос пам'яті (документальний)
- 1998 — Борис Новиков (з циклу телепрограм каналу ОРТ «Щоб пам'ятали») (документальний)
- 1999 — Віталій Доронін (з циклу телепрограм каналу ОРТ «Щоб пам'ятали») (документальний)
- 2000 — Ні смерті для мене (документальний)
- 2001 — Борис Андрєєв (з циклу телепрограм каналу ОРТ «Щоб пам'ятали») (документальний)
- 2005 — Андрій Миронов (з циклу передач телеканалу ДТВ «Як йшли кумири») (документальний)
- 2006 — Іван Пир'єв (з циклу передач телеканалу ДТВ «Як йшли кумири») (документальний)
- 2006 — Марина Ладиніна (з циклу передач телеканалу ДТВ «Як йшли кумири») (документальний)
- 2006 — Тетяна Пельтцер (з циклу передач телеканалу ДТВ «Як йшли кумири») (документальний)
- 2006 — Анатолій Папанов. Незакінчена війна (документальний)
- 2006 — Три з половиною життя Івана Пир'єва (документальний)
- 2007 — Анатолій Папанов. Зворотний бік слави (документальний)
- 2007 — Анатолій Папанов. Так хочеться пожити .. (документальний)
- Рік випуску 2008 — Марина Ладиніна. Грубіян і Галатея (з документального циклу «Острови»)
- 2008 — Валентина Токарська (з документального циклу на телеканалі «Час» «Людина в кадрі»)
- 2008 — Тетяна Пельтцер (з документального циклу на телеканалі «Час» «Людина в кадрі»)
- 2009 — Ераст Гарін (з документального циклу на телеканалі «Час» «Людина в кадрі»)
- 2009 — Олександр Ширвіндт. Щасливе життя щасливої людини (документальний)
- 2009 — Тетяна Пельтцер. Обережно, бабуся! (Документальний)
- 2010 — Віра Васильєва. Секрет її молодості (документальний)
- 2011 — Анатолій Папанов. Від комедії до трагедії (документальний)
- 2011 — Михайло Державін. Той ще «моторчик» (документальний)